# Meloe tarsalis
Meloe tarsalis là một loài bọ cánh cứng trong họ Meloidae. Loài này được Jakovlev miêu tả khoa học năm 1897.